# 島津久家
島津 久家（しまづ ひさいえ）は、明治時代から大正時代の陸軍軍人。都城島津家27代当主。宮崎県都城出身。正四位勲四等、男爵。

## 経歴
25代当主久静の弟で分家北郷家に養子に入った北郷久政の長子。
明治17年（1884年）、26代当主久寛が急死し子どもがいなかったことから、本家の家督を相続。明治24年（1891年）12月18日付けで、都城島津家の由緒と久寛の維新の功により男爵を授爵。
明治34年（1901年）に陸軍歩兵少尉に任官。軍事学研究のためフランスに留学。
明治37年（1904年）日露戦争開戦にあたって従軍のため帰国し、近衛歩兵第2連隊に入り中尉に進級、さらに大尉に進み、軍功により受勲される。
大正7年（1918年）1月31日、陸軍少佐進級。
大正11年（1922年）1月19日、近衛師団奉職中、病気で東京にて死去。